# Szczełba
Szczełba (511 m) – góra w Paśmie Łopusza i Kobyły w Beskidzie Wyspowym, przy jego północnej granicy z Pogórzem Wiśnickim. Znajduje się we wschodniej części długiego grzbietu o mniej więcej równoleżnikowym przebiegu, ciągnącego się od Łopusza Zachodniego nad Żegociną aż po dolinę Białki w Wojakowej. W grzbiecie tym, kolejno od zachodu na wschód wyróżniają się: Łopusze Zachodnie (661 m), Łopusze Wschodnie (612 m), wierzchołek 562 m, Kamionka (593 m), Kobyła (603 m), Kopiec (585 m) i Szczełba (511 m). Przez grzbiet Szczełby przebiega granica między miejscowościami Wojakowa i Dobrociesz w gminie Iwkowa, powiecie brzeskim. Na szczycie jest punkt triangulacyjny.
Południowe stoki Szczełby opadają do źródłowego cieku Dobrocieskiej Rzeki, wschodnie i północne do jej dopływów. Góra jest w większości porośnięta lasem, ale część jej południowych i wschodnich stoków zajmują pola uprawne. W Dobrocieszu leśną drogą trawersującą południowe stoki Szczełby prowadzi gminny, niebieski szlak turystyczny tworzący zamkniętą pętlę.